# Сераль (река)
Сера́ль (Зера́ль; адыг. Сэрал) — река в Республике Адыгея. Протекает по территории Майкопского и Гиагинского районов.

## Характеристики
Река берёт своё начало в переделах Лесистого хребта, чуть выше села Махошеполяна и по узкому лесистому ущелью течёт на север. Устье реки находится в 113 км от устья реки Фарс по правому берегу, к югу от хутора Тамбовский. Длина реки составляет 44 км, с общей водосборной площадью в 235 км².
В районе станицы Кужорская, в Сераль впадают два его главных левых притока — Кужора и Сухая.

## Населённые пункты
Вдоль долины реки расположены населённые пункты — Кужорская, Карцев и Тамбовский.

## Данные водного реестра
По данным государственного водного реестра России относится к Кубанскому бассейновому округу, водохозяйственный участок реки — Лаба от впадения реки Чамлык и до устья. Речной бассейн реки — Кубань.
Код объекта в государственном водном реестре — 06020000912108100004125.